# Audi R8 4S
El Audi R8 4S es la segunda generación del automóvil deportivo Audi R8, producido desde finales de 2015 por el fabricante alemán Audi, filial de Grupo Volkswagen. Está basado en el Lamborghini Huracán, con el que comparte plataforma y motor.

## Presentación

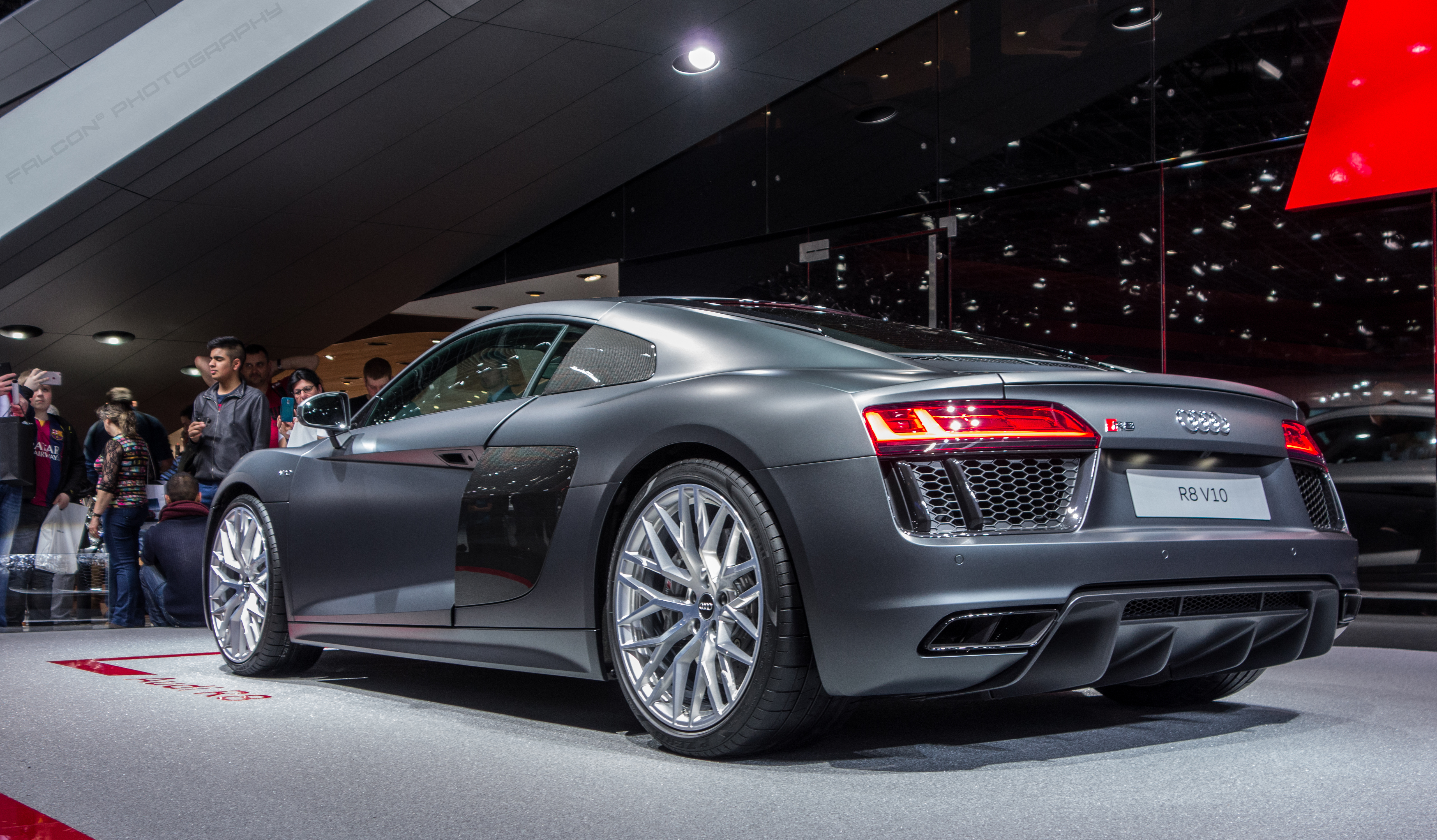
Vista trasera del modelo 2016 de 610 CV.

Fue presentado en el Salón del Automóvil de Ginebra de 2015 en dos variantes distintas, las cuales tienen el mismo motor V10 de 5204 cm³ (5,2 L; 317,6 plg³) FSI con un diámetro x carrera de 84,5 x 92,8 mm (3,33 x 3,65 plg), anteriormente usado para la primera generación: el R8 con 540 CV (533 HP; 397 kW); y el R8 V10 Plus con 610 CV (602 HP; 449 kW), esta última alcanzando una velocidad máxima de 330 km/h (205 mph) y una aceleración de 0 a 100 km/h (0 a 62 mph) en 3.2 segundos.
Posteriormente, en el Salón del Automóvil de Nueva York de 2016, se presenta el Audi R8 V10 Spyder, con la misma potencia que su variante coupé, pero con techo retráctil. Mientras que un año después se lanza el Audi R8 V10 Plus Spyder. Luego se hace oficial la llegada del primer Audi en la historia con tracción trasera: el Audi R8 V10 RWS, limitado a 999 unidades. Esta versión tiene las mismas especificaciones que un V10 simple: 540 CV (533 HP; 397 kW), una velocidad máxima de 320 km/h (199 mph) y una aceleración de 0 a 100 km/h (0 a 62 mph) en 3.7 segundos.

## Diseño

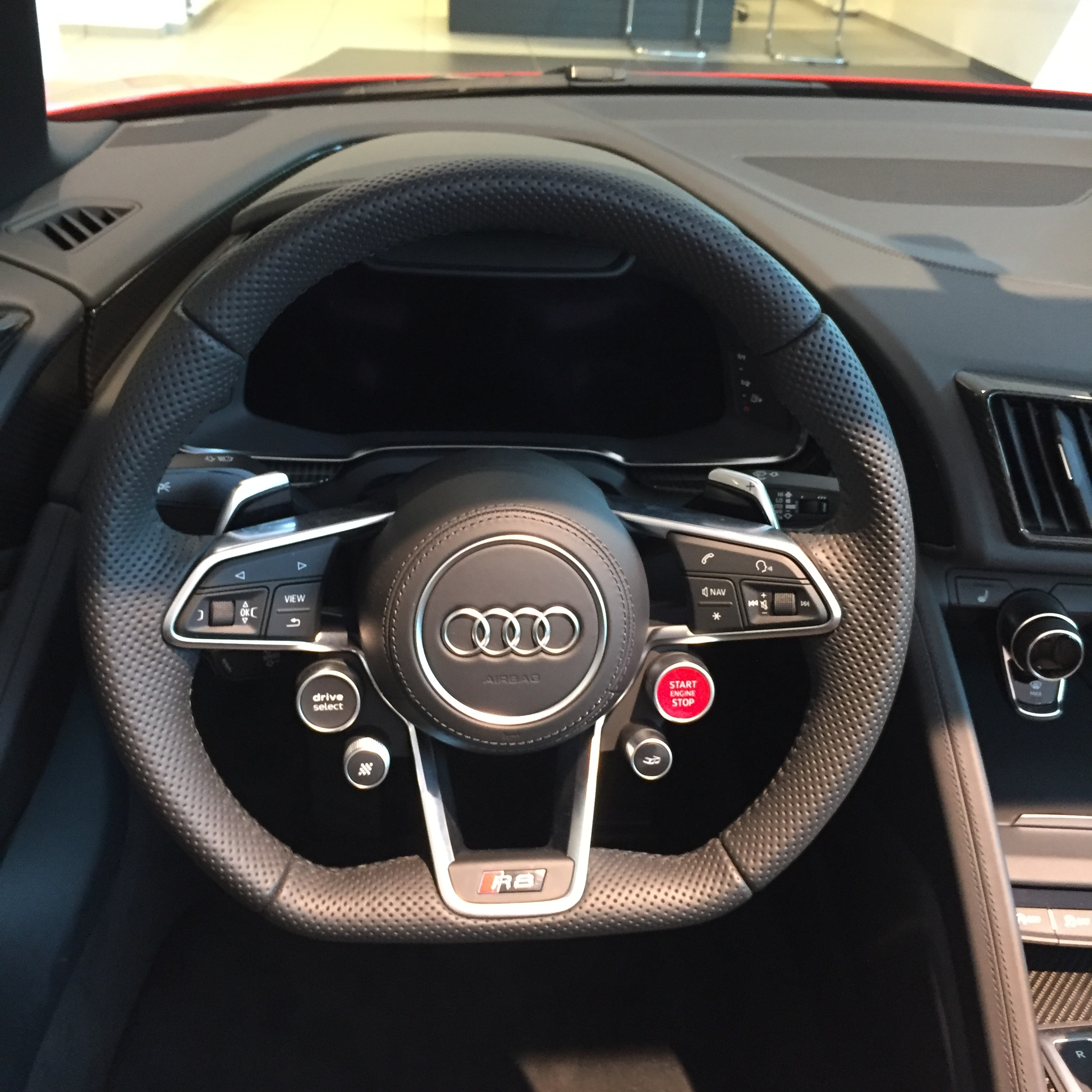
Volante y tablero.

El nuevo diseño ha perdido muchas de las líneas redondeadas para afilar más su imagen, que estrena tomas de aire con aletines verticales. La mayor diferencia ha sido la pérdida de los característicos "side blades", que han sido reinterpretados, en cierto modo, de forma mucho más discreta.
El difusor trasero es mucho más evidente y puede contar con un alerón fijo en la parte trasera. Las diferencias entre el R8 estándar y el R8 Plus no saltan a la vista fácilmente. Mide 4,42 m (174 pulgadas) de largo, 1,94 m (76,4 pulgadas) de ancho y 1,24 m (48,8 pulgadas) de alto, por lo que es ligeramente más corto, más ancho y más bajo. Más adelante llegaron la versión Spyder y muchas otras versiones especiales más deportivas o más exclusivas.
El interior es el mayor paso evolutivo, ya que ha modificado por completo su diseño y se ha alejado de lo que ofrece su competencia. La instrumentación se dirige hacia el conductor, pero se ha simplificado al máximo dejando unos pocos botones en la consola central y cargando el volante de mandos, entre los que se encuentra el de encendido del motor.
El panel de instrumentos ve cómo la pantalla de información se desplaza hacia el cuadro de mandos con una pantalla de cristal líquido de 12,4 pulgadas (31,5 cm), una técnica que se va extendiendo por la gama de la marca. Ahí se ve buena parte de la información que se puede personalizar al máximo. Audi ofrecía distintas opciones de acabado para el interior, así como un programa de personalización individual para los más exigentes.

## Variantes

### R8 Spyder
A la carrocería coupé que ya se conocía, se le ha agregado un techo de lona retráctil eléctricamente, fabricado en un tejido de alta calidad que solamente pesa 44 kg (97 libras), el cual puede esconderse detrás de los asientos en un tiempo de 20 segundos, incluso andando a una velocidad máxima de 50 km/h (31 mph).
La estética desde cualquier ángulo, se observa como un gran deportivo con un habitáculo colocado al centro y una parte trasera donde está colocado el motor atmosférico que entrega 540 CV (533 HP; 397 kW) y un par máximo de 540 N·m (398 lb·pie), acoplado a una transmisión "S tronic" de siete velocidades y la tracción es llevada a las cuatro ruedas vía el sistema Quattro. Aceleración de 0 a 100 km/h (62 mph) en 3.6 segundos, a 200 km/h (124 mph) en 11.8 segundos y una velocidad máxima de 318 km/h (198 mph).
Los modos de manejo del Audi Drive Select son cuatro y además cuenta con tres programas de conducción: seco, mojado y nieve. En general, el manejo del R8 Spyder se puede personalizar de acuerdo al terreno por donde se conduzca y al estilo de conducción del piloto.
Destaca la incorporación de bocinas colocadas en los asientos como parte del sistema de sonido Bang & Olufsen, esto para tener la capacidad de escuchar el sonido, incluso cuando se circule con la capota abierta.

### R8 Coupé V10 Plus
Este vehículo es producido en la fábrica de Neckarsulm, Alemania, con la participación de 241 especialistas que miden y ensamblan cada pieza a mano, utilizando robots únicamente cuando el proceso lo requiere de manera estricta.
Diseñado y concebido para reflejar el carácter de un automóvil de carreras, exhibe un estilo coupé y líneas muy particulares, sobre una carrocería muy baja y ancha que corresponde plenamente a su finalidad deportiva, rodando sobre rines de 20 pulgadas (50,8 cm).
La muy ancha parrilla frontal sigue la línea estética de Audi “Singleframe”, con líneas horizontales muy definidas, rejilla tipo panal de abejas ("honeycomb") y acabados brillantes. Por su parte, los faros exhiben un contorno en forma de cuña al tiempo que los perfiles laterales están fabricados en carbono; y la parte trasera abarca un enorme alerón deportivo que aumenta la carga aerodinámica.
Cuenta con un motor naturalmente aspirado alimentado por inyección dual, ubicado en posición central para mantener un bajo centro de gravedad, genera una potencia máxima de 610 CV (602 HP; 449 kW) y un par máximo de 560 N·m (413 lb·pie). Su velocidad máxima es de 330 km/h (205 mph), con una aceleración de 0 a 100 km/h (62 mph) en 3,2 segundos.
Presenta elementos como el chasis mejorado “Audi Space Frame” de alta rigidez y bajo peso, suspensión magnética que monitorea las condiciones del camino y se ajusta en una fracción de segundo y tracción permanente a las cuatro ruedas “Quattro”.

### R8 Spyder V10 Plus

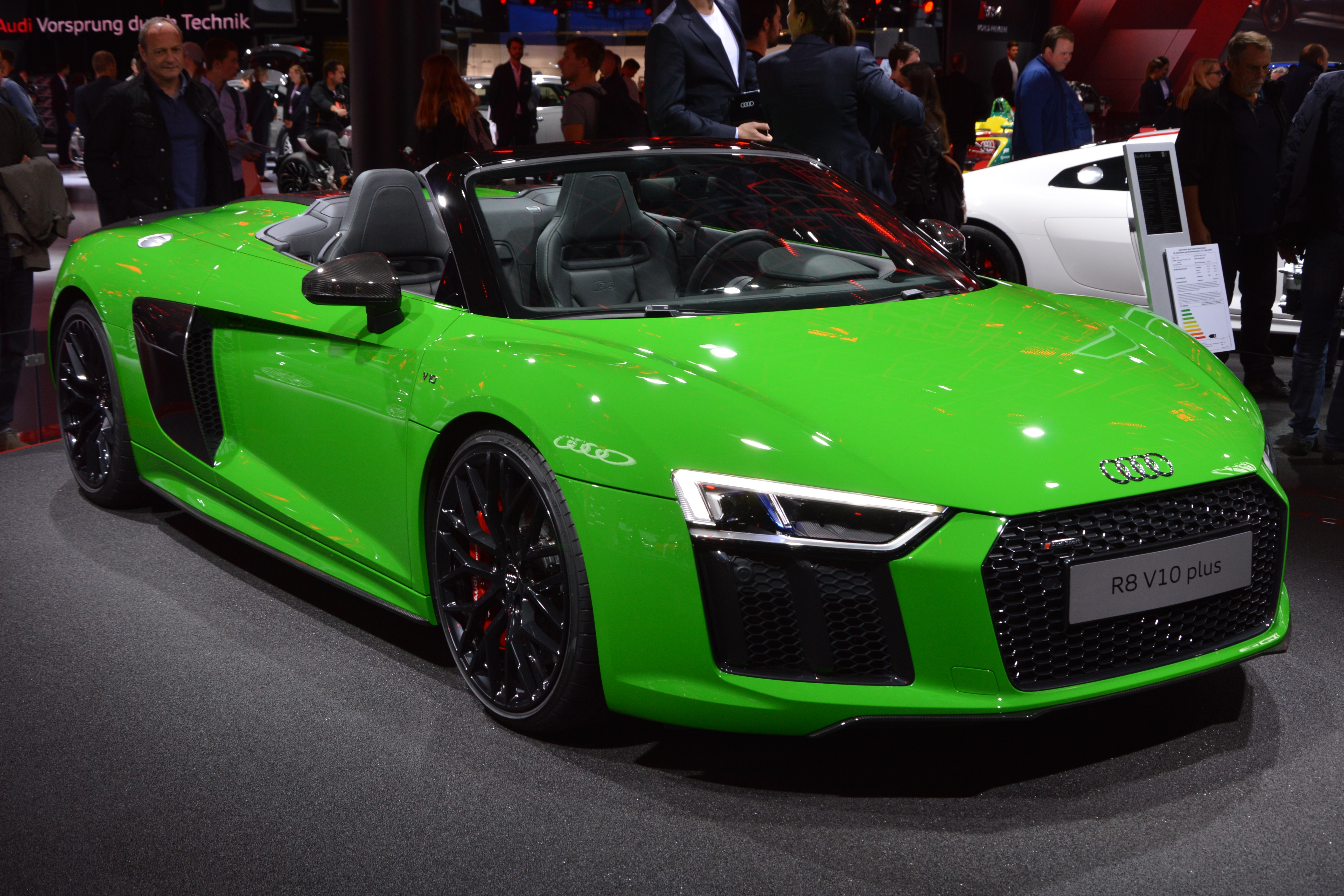
Spyder V10 Plus en el Salón del Automóvil de Fráncfort de 2017.

Se convierte en el auto más rápido creado por la firma alemana, gracias al desempeño de su motor que desarrolla 610 CV (602 HP; 449 kW) acoplado a una transmisión integral permanente "Quattro".
Los atributos más destacables de este convertible son: el modo Performance de serie, los asientos de cubo, así como diversos elementos fabricados en fibra de carbono.
Su motor entrega un par máximo de 560 N·m (413 lb·pie) a las 6500 rpm, un consumo combinado de 12,5 L/100 km (8 km/L; 18,8 mpgAm); y unas emisiones de CO2 combinadas de 292 g (10,3 onzas)/km. Es capaz de acelerar de 0 a 100 km/h (62 mph) en 3,3 segundos, tres décimas más rápido que la versión regular, con una velocidad máxima de 328 km/h (204 mph).
El motor está acoplado a una caja de cambios de doble embrague "S tronic" de siete velocidades que, de acuerdo a la marca, cuenta con un funcionamiento mucho más rápido, gracias a un embrague multidisco activado electrohidráulicamente, que además está refrigerado por agua, mientras que el sistema Quattro puede enviar la potencia a ambos ejes o solamente a uno, dependiendo de las condiciones de manejo.
La capota equipada con un sistema electrohidráulico, tarda 20 segundos en plegarse o desplegarse, a una velocidad máxima de 50 km/h (31 mph).

### R8 RWS

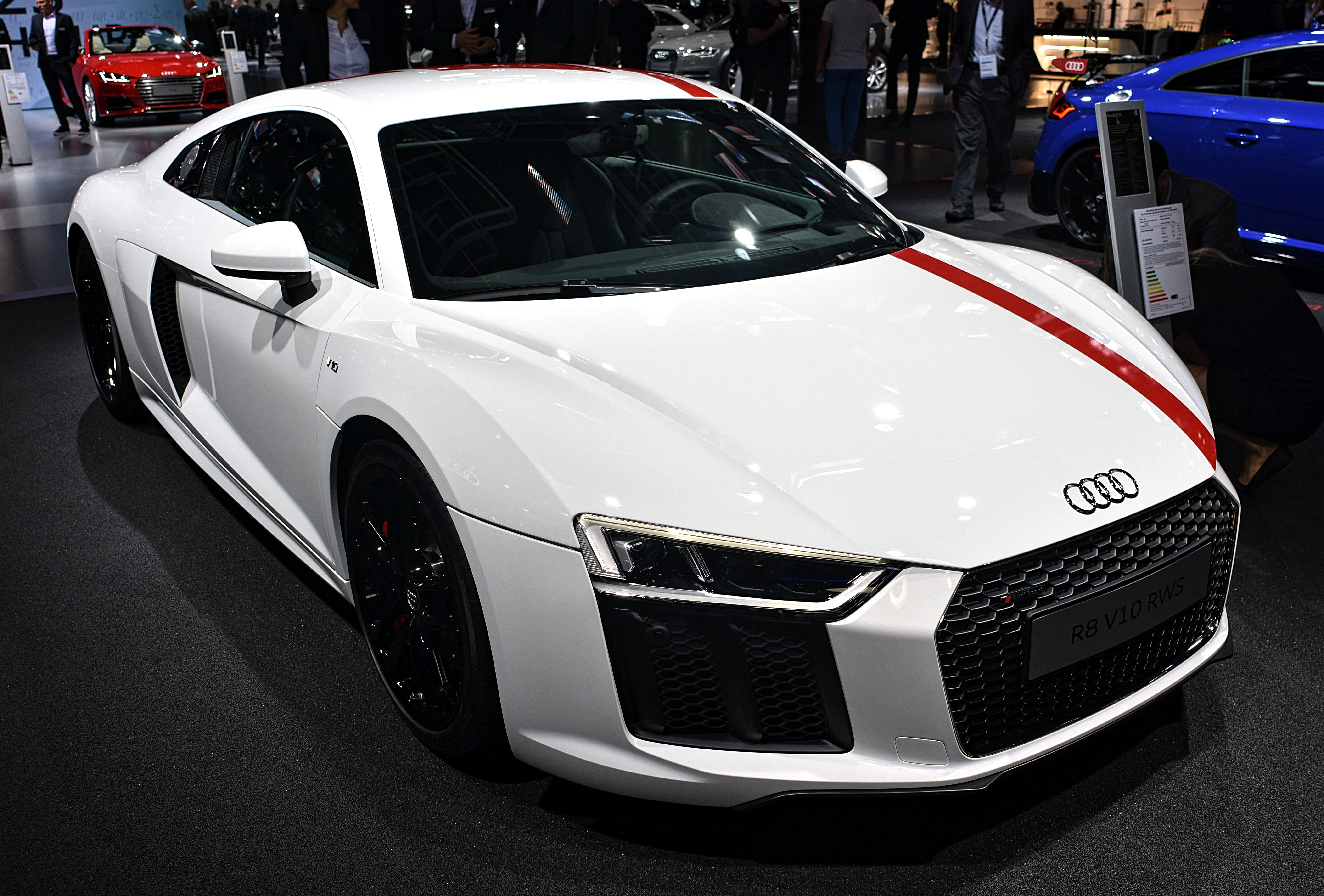
RWS en el Salón del Automóvil de Fráncfort de 2017.

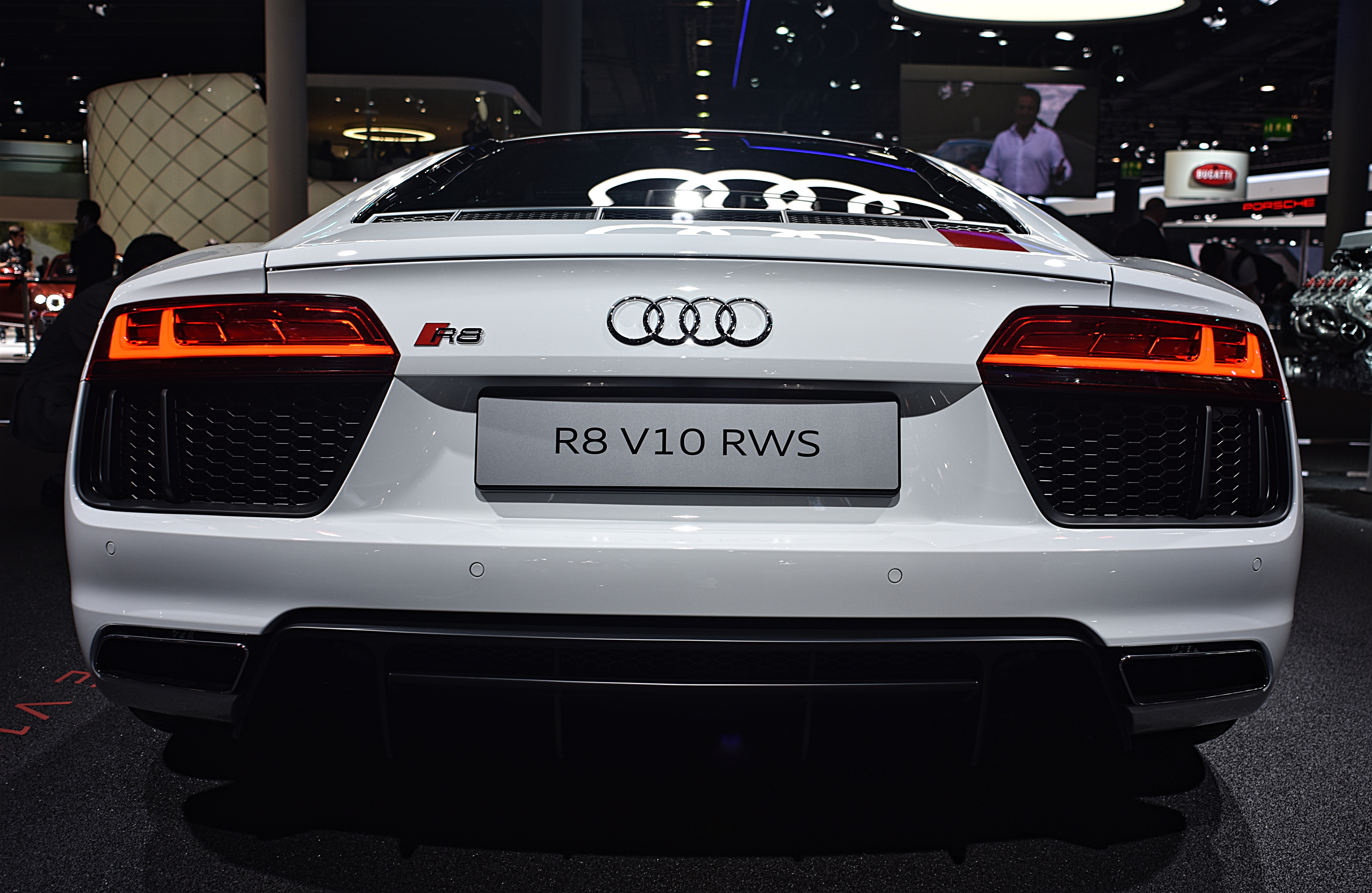
Vista trasera.

Era un concepto que según los ingenieros detrás de su desarrollo, llevaba años sin encontrar luz verde, pero cuando la división Quattro GmbH pasó a denominarse Audi Sport, llegó a ser un proyecto no solamente viable, sino de absoluta prioridad.
Pese a las muchas bondades de la tracción total Quattro: precisión, control, efectividad, faltaba un rediseño técnico con tracción en el eje trasero.
El sello Rear Wheel Series supone para Audi un paso muy importante, pues todos sus modelos de altas prestaciones han apostado por la tracción total Quattro como símbolo.
El desarrollo del Audi R8 RWS se ha basado en la eliminación del tren de reenvío hacia el eje delantero. Esto ha permitido reducir el peso en 50 kg (110 libras) para el R8 Coupé y 40 kg (88 libras) para el R8 Spyder, pero los RWS tienen más cambios, como una dirección revisada que mejora de forma sensible, con mucho más feedback, unas suspensiones recalibradas al cambiar la distribución de peso del coche, un eje trasero modificado donde destacan unas caídas más negativas y una electrónica diseñada de forma específica para dar alas al sobreviraje. A pesar de sus 540 CV (533 HP; 397 kW) y su nueva condición de trasera, es un coche realmente dócil y goza de una capacidad de tracción abrumadora, con una nueva gestión del control de estabilidad (ESC) que controla todo cuanto llega a las ruedas traseras desde el motor.
Su producción está limitada a solamente 999 unidades para todo el mundo, aunque es el R8 más asequible de la gama, desde 168500 € para la versión Coupé y desde 183500 € para el Spyder.

### R8 e-Tron

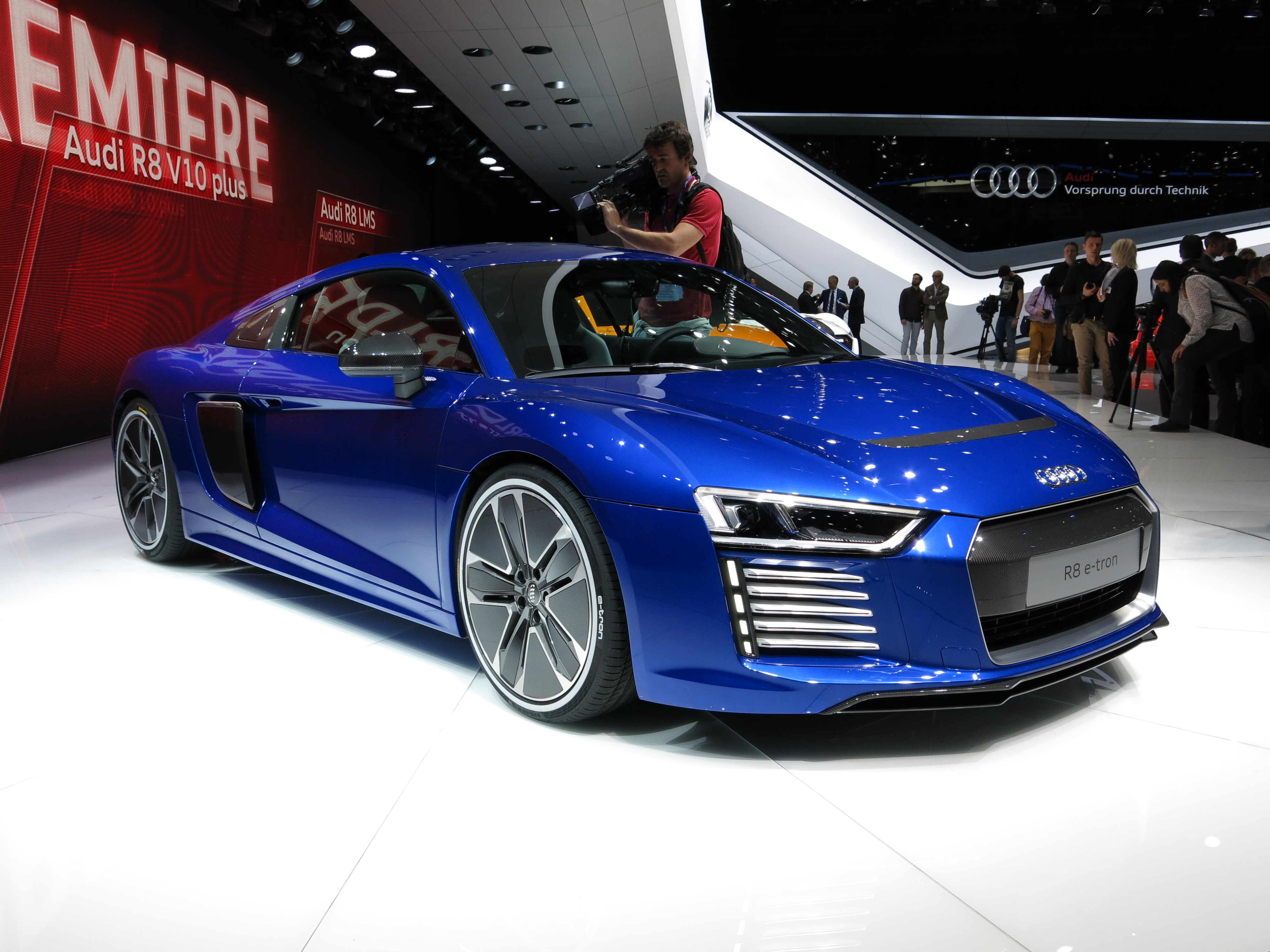
e-Tron En el Salón del Automóvil de Ginebra de 2015.

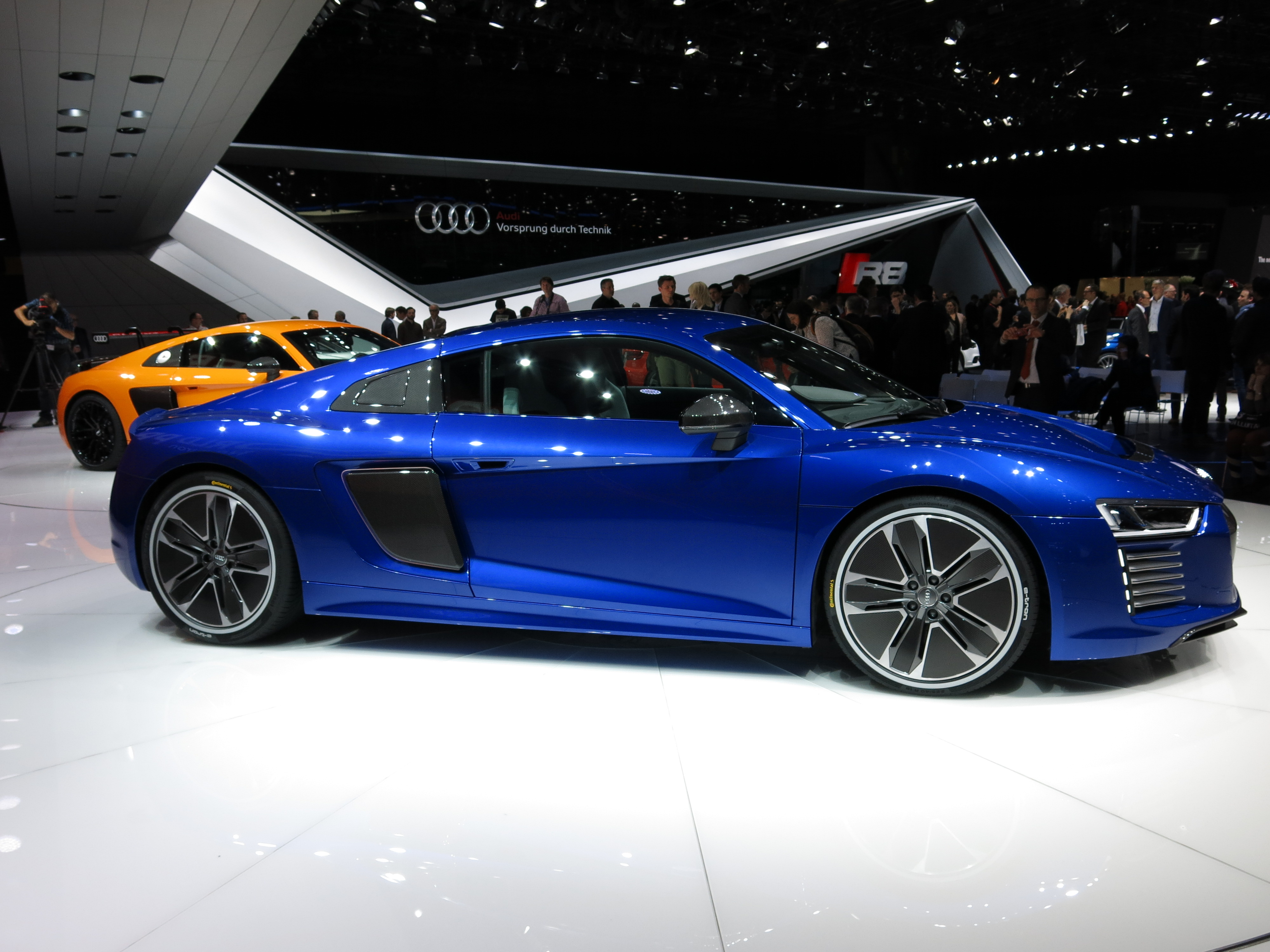
Vista lateral derecha.

La novedad del nuevo Audi R8 2015 es la llegada de la versión completamente eléctrica R8 e-tron, con una tecnología mejorada de segunda generación, que mejora sus prestaciones y, sobre todo, su autonomía y recarga.
Es propulsado a través de dos motores eléctricos que reciben la potencia de una batería en forma de "T", los cuales cubren en hueco del motor térmico y el túnel central de 92 kWh (331,2 MJ) de capacidad. Su autonomía alcanza los 450 km (280 millas) y Audi asegura que una recarga completa toma menos de 2 horas.
Su oferta no se esperaba sino hasta finales de 2015 y se comercializaba bajo pedido.
Comparado con el R8 V10, esta variante contiene mejoras en la estructura para soportar el sistema eléctrico, por su parte la carrocería muestra algunas modificaciones para mejorar el desempeño aerodinámico, en este caso el coeficiente aerodinámico es de 0,28. Conjuntamente, el equipo de desarrollo de Audi reubicó la posición de la batería para optimizar el centro de gravedad y se encargó de amplificar su capacidad.
Otras de sus evoluciones se encuentra en la autonomía, que se traduce en un aumento cercano a los 235 km (146 millas). Emplea un sistema de carga combinada "CCS" (Combined Charging System), que funciona con corriente continua y alterna, lo cual hace posible completar la carga de la batería en menos de dos horas. La gestión inteligente de energía y el sistema de frenos electromecánico, logran altos índices de recuperación de energía.
Además de ofrecer un mayor rango, la potencia también se ve incrementada al sumar la dupla de generadores que dan un total de 340 kW (462 CV; 456 HP) y un par máximo de 920 N·m (679 lb·pie), que le permiten acelerar de 0 a 100 km/h (62 mph) en 3,9 segundos y conseguir una velocidad máxima de 210 km/h (130 mph), limitada electrónicamente.
Tras utilizar a este Audi R8 e-tron como un laboratorio sobre ruedas, la marca alemana replicará esta misma tecnología en otros modelos de la gama.

### R8 Decennium

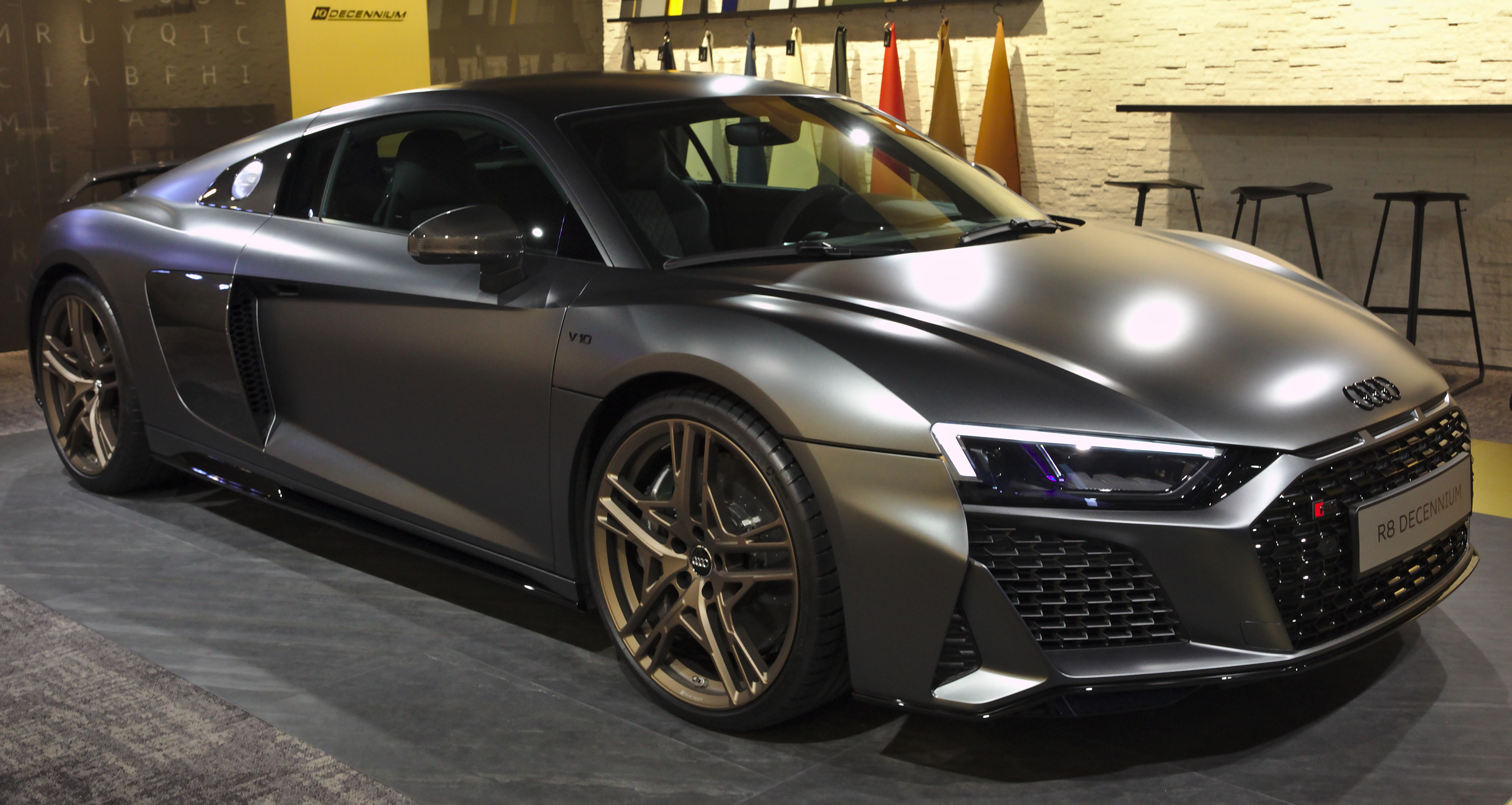
Decennium en el Salón del Automóvil de Ginebra de 2019.

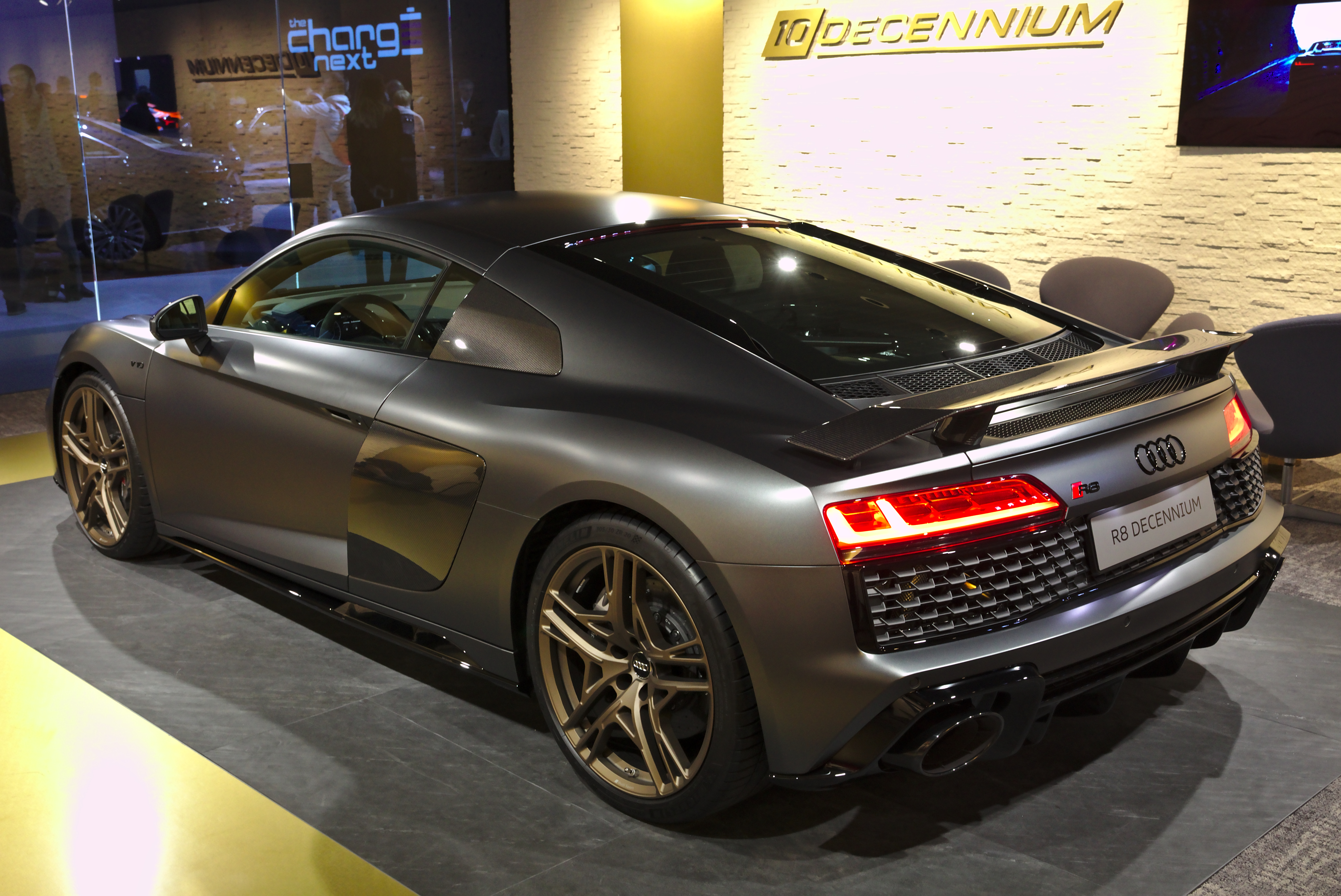
Vista trasera.

Decennium significa década en latín, justo lo que celebra esta edición especial: 10 años del motor V10. La firma fabricará solamente 222 unidades de esta edición limitada, de las cuales 25 llegarían a México, siendo uno de los países que más unidades de esta versión reciba.
Tiene un motor capaz de generar un par máximo de 560 N·m (413 lb·pie), el cual se distribuye a las cuatro ruedas a través de un sistema de tracción integral Quattro y una transmisión S-Tronic de siete velocidades. Llega a 100 km/h (62 mph) en solamente 3.2 segundos y alcanza una velocidad máxima de 330 km/h (205 mph).
Lo que lo hace especial es su preparación exterior. Todas las unidades llevan carrocería coupé pintada en gris Daytona mate, decoradas con un kit aerodinámico negro brillante, algunos insertos de fibra de carbono y detalles color bronce en el colector de admisión. Calza rines de 20 pulgadas (50,8 cm).
En el habitáculo el negro es el color dominante, aunque se encuentran algunas decoraciones en fibra de carbono, tapicería en alcantara y acabados en color bronce. También posee placas conmemorativas Decennium y una luz de proyección sobre el asfalto con el emblema exclusivo de esta edición especial.
En Estados Unidos su precio rondaba los US$215 000 (equivalente a $256 220 en 2023).
Se basa en la variante R8 V10 Plus, con un motor que ha sido ajustado en este "restyling" para aumentar su potencia y rendimiento que llega hasta los 620 CV (612 HP; 456 kW), por los 610 CV (602 HP; 449 kW) de su predecesor.
Asimismo, cuenta con distintivos con la denominación Decenium, que están presentes en los umbrales de las puertas delanteras o la consola central y, al abrir las puertas, se proyecta sobre el suelo junto al número correspondiente a la unidad, que va del 1 al 222. También contará con una funda protectora con el logotipo Decennium bordado en bronce.

### R8 V10 Plus Performance

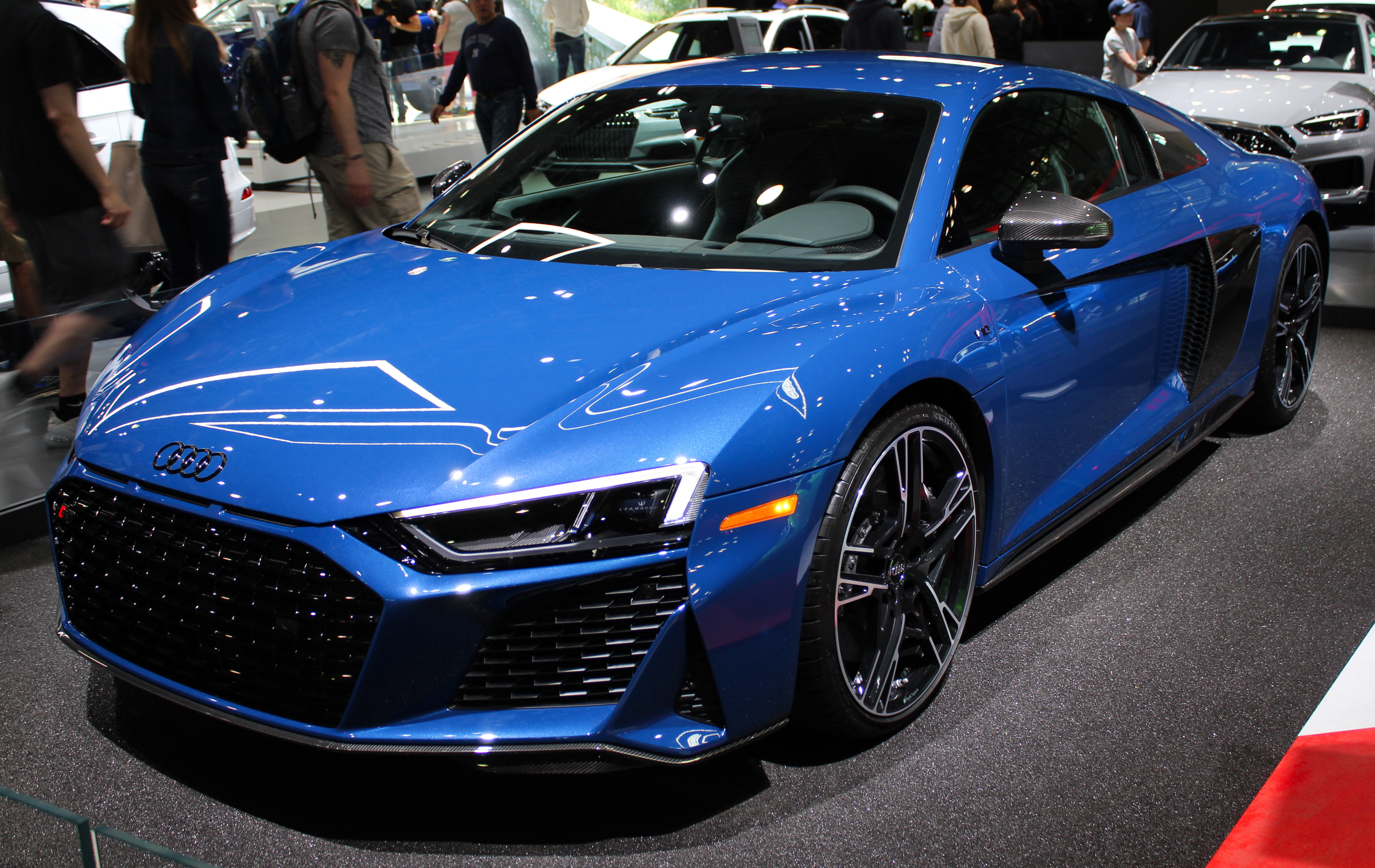
En el Salón del Automóvil de Nueva York de 2019.

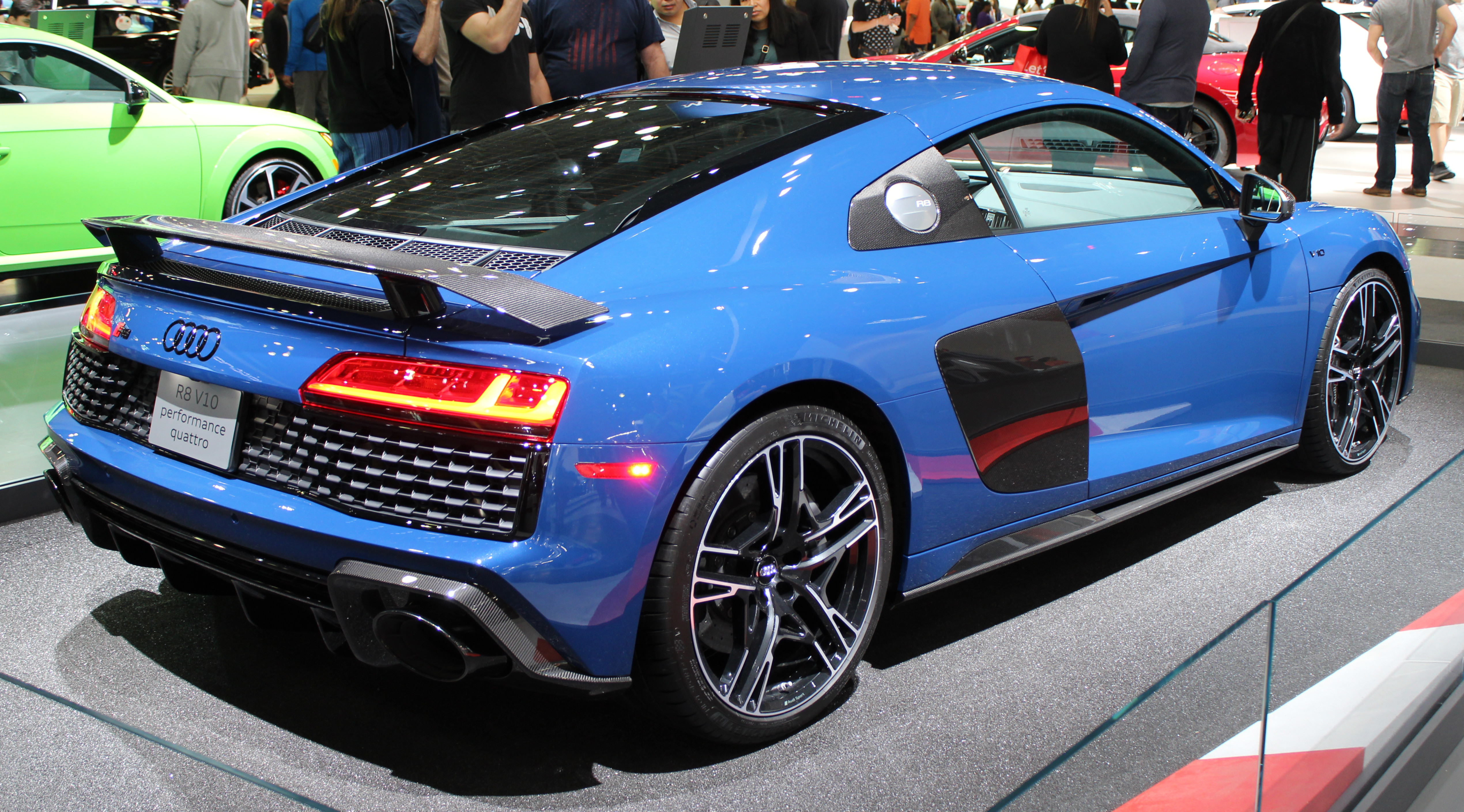
Vista trasera.

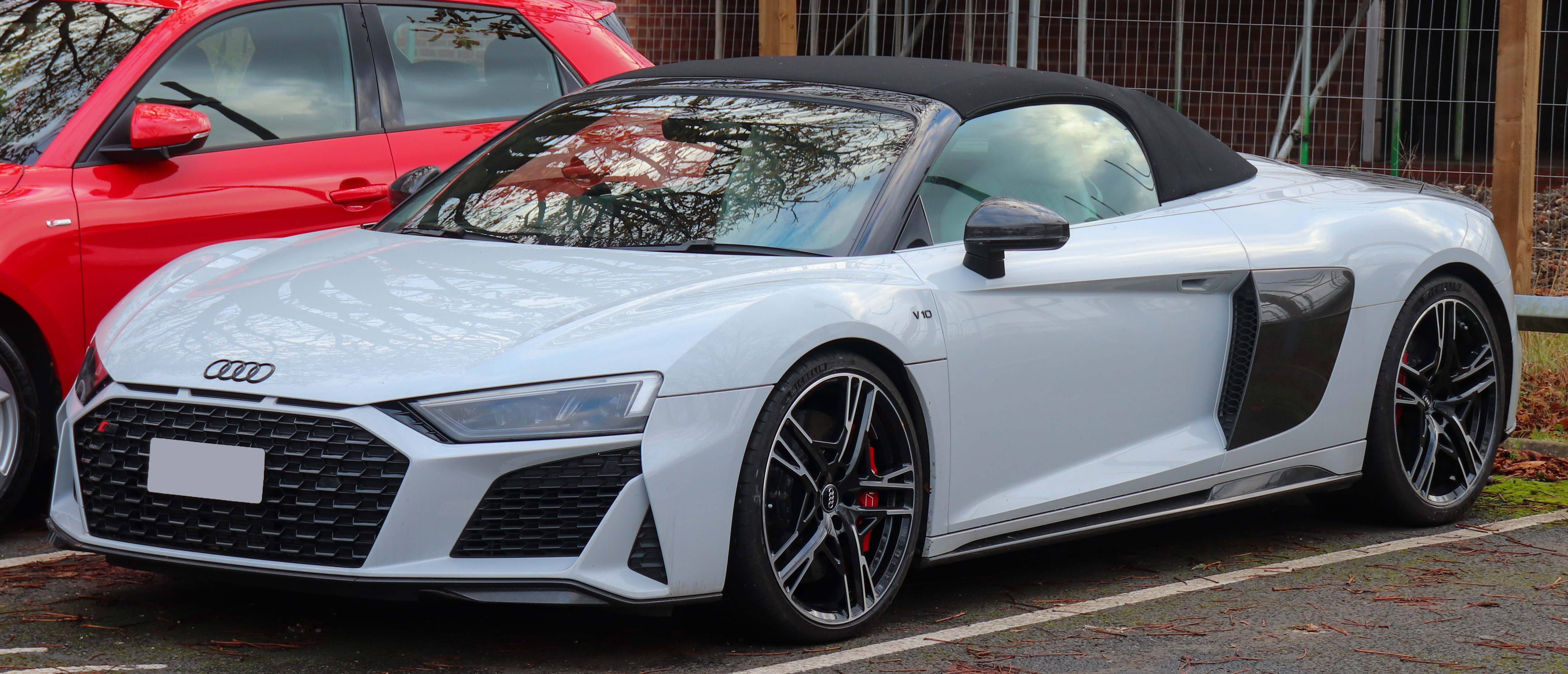
Spyder Performance Carbon Black.

Se trata de una producción limitada a solamente 44 unidades en las que se incluirá un equipamiento específico con el propósito de ser más rápido en pista.
De la mano de Audi Sport y de Performance Parts, el R8 V10 Plus Performance Parts Edition responde a las demandas de algunos clientes de Audi acerca de un coche más efectivo en pista que el R8 V10 Plus de serie.
El motor conserva los mismos 610 CV (602 HP; 449 kW) que el modelo original. Los cambios están en su carrocería y en el interior, modificaciones destinadas a mejorar su capacidad de tracción a base de aerodinámica y reducir su peso.
Además de unas llantas de magnesio más livianas de nueva factura, incorpora un alerón trasero fijo, splitter delantero, difusor, taloneras y apéndices aerodinámicos en los extremos delanteros fabricados en polímero reforzado con fibra de carbono. Con todo esto, logra duplicar su carga aerodinámica hasta los 250 kg (551 libras) a una velocidad de 330 km/h (205 mph).
Bajo la carrocería también hay novedades, como unas suspensiones de amortiguadores sobre los muelles helicoidales ("coilover") y frenos de disco carbono-cerámicos. El habitáculo recibe un volante nuevo con levas de fibra de carbono, más de este material repartido por el salpicadero en combinación con la tapicería de alcantara y unos nuevos asientos deportivos.
El precio para el mercado británico es de 199 775 € cada uno y, posiblemente, ya estén todas adjudicadas.
Los cambios en la gama 2019, destacan la parrilla 'singleframe' más ancha y plana sin marco cromado, las ópticas oscurecidas, las bocas de entrada de aire divididas por una aleta vertical, el 'splitter' frontal más ancho y unas aberturas frente al cofre inspiradas en el Audi Sport Quattro, mientras que en la zaga presenta escapes ovalados, una rejilla de aireación mayor, el difusor posterior que sube más arriba y, en el caso del R8 Performance Quattro, un alerón fijo de carbono (CFRP) más grande que en el V10 Plus anterior; la versión de 570 CV (562 HP; 419 kW) sigue con un alerón automático, que se despliega a 120 km/h (75 mph).
En el interior también hay cambios, pero relacionados principalmente con las opciones, como nuevos colores de tapizados y costuras, o un paquete R8 Performance Design que combina cuero y alcantara, contrastes en azul e inserciones en fibra de carbono.
Ofrece 20 N·m (15 lb·pie) más de par y una decena extra de caballos, de modo que a 8000 rpm, 700 vueltas antes del corte de inyección, rinde 620 CV (612 HP; 456 kW), con lo que se erige como el R8 de serie más rápido de la historia, al ser capaz de alcanzar 331 km/h (206 mph) de velocidad punta y 3.1 segundos para alcanzar los 100 km/h (62 mph), además de pasar de 0 a 200 km/h (0 a 124 mph) en 9,8 segundos.

### R8 Star of Lucis
Está basado en la versión V10 Plus. Se trata de una colaboración entre Square Enix, un desarrollador de videojuegos y Audi Japón, para ofrecer un auto con la temática del último juego desarrollado por el estudio, Final Fantasy XV, uno de los videojuegos más exitosos y longevos que ha visto la industria del entretenimiento digital. Este Audi es un "one off", por lo que el precio sería todavía más alto de aproximadamente 50 000 000 ¥.
Ofrece una pintura en color negro con un diseño florar que adorna partes como las tomas de aire para los frenos, tomas de aire laterales, alerón y un diseño muy interesante de rines que obedece a la misma temática del auto. En el interior los detalles son menores, con la inclusión de más equipamiento al que usaría normalmente, es decir, el Audi Virtual Cockpit, conexión de Internet y sistema de sonido Bang & Olufsen. Mecánicamente no tiene mejoras, al contar con el mismo V10 atmosférico de 610 CV (602 HP; 449 kW).

## Especificaciones
| Modelos                              | R8 Coupé | R8 Spyder | R8 Coupé (570) 2019 | R8 Coupé V10 Plus | R8 Spyder V10 Plus | R8 Decennium | R8 e-Tron                |
| ------------------------------------ | --- | --- | --- | --- | --- | --- | ------------------------ |
| Potencia máxima                      | 540 CV (533 HP; 397 kW) @ 8250 rpm. | 540 CV (533 HP; 397 kW) @ 8250 rpm. | 570 CV (562 HP; 419 kW) @ 8100 rpm. | 610 CV (602 HP; 449 kW) @ 8250 rpm. | 610 CV (602 HP; 449 kW) @ 8250 rpm. | 620 CV (612 HP; 456 kW) @ 8000 rpm. | 340 kW (462 CV; 456 HP). |
| Par máximo                           | 540 N·m (398 lb·pie) @ 6500 rpm. | 540 N·m (398 lb·pie) @ 6500 rpm. | 560 N·m (413 lb·pie) @ 6300 rpm. | 560 N·m (413 lb·pie) @ 6500 rpm. | 560 N·m (413 lb·pie) @ 6500 rpm. | 580 N·m (428 lb·pie) @ 6600 rpm. | 920 N·m (679 lb·pie).    |
| Emisiones de CO2                     | 272 g (9,6 onzas)/km. | 277 g (9,8 onzas)/km. | 293 g (10,3 onzas)/km. | 287 g (10,1 onzas)/km. | 292 g (10,3 onzas)/km. | 297 g (10,5 onzas)/km. | n/a.                     |
| Consumo de combustible               | 16,7 L/100 km (6 km/L; 14,1 mpgAm) (urbano) 8,4 L/100 km (11,9 km/L; 28,0 mpgAm) (extraurbano) 11,4 L/100 km (8,8 km/L; 20,6 mpgAm) (combinado). | 17 L/100 km (5,9 km/L; 13,8 mpgAm) (urbano) 8,7 L/100 km (11,5 km/L; 27,0 mpgAm) (extraurbano) 11,7 L/100 km (8,5 km/L; 20,1 mpgAm) (combinado). | 19,4 L/100 km (5,2 km/L; 12,1 mpgAm) (urbano) 9,1 L/100 km (11,0 km/L; 25,9 mpgAm) (extraurbano) 12,9 L/100 km (7,8 km/L; 18,2 mpgAm) (combinado). | 17,5 L/100 km (5,7 km/L; 13,4 mpgAm) (urbano) 9,3 L/100 km (10,8 km/L; 25,3 mpgAm) (extraurbano) 12,3 L/100 km (8,1 km/L; 19,1 mpgAm) (combinado). | 17,8 L/100 km (5,6 km/L; 13,2 mpgAm) (urbano) 9,5 L/100 km (10,5 km/L; 24,8 mpgAm) (extraurbano) 12,5 L/100 km (8 km/L; 18,8 mpgAm) (combinado). | 20 L/100 km (5 km/L; 11,8 mpgAm) (urbano) 9 L/100 km (11,1 km/L; 26,1 mpgAm) (extraurbano) 13,1 L/100 km (7,6 km/L; 18,0 mpgAm) (combinado). | n/a.                     |
| Velocidad máxima                     | 320 km/h (199 mph). | 318 km/h (198 mph). | 324 km/h (201 mph). | 330 km/h (205 mph). | 328 km/h (204 mph). | 331 km/h (206 mph). | 210 km/h (130 mph).      |
| Aceleración de 0 a 100 km/h (62 mph) | 3,5 segundos. | 3,6 segundos. | 3,4 segundos. | 3,2 segundos. | 3,3 segundos. | 3,1 segundos. | 3,9 segundos.            |
| Peso                                 | 1640 kg (3616 lb). | 1720 kg (3792 lb). | 1660 kg (3660 lb). | 1580 kg (3483 lb). | 1695 kg (3737 lb). | 1595 kg (3516 lb). | n/a.                     |

## En competición

### R8 LMS GT3

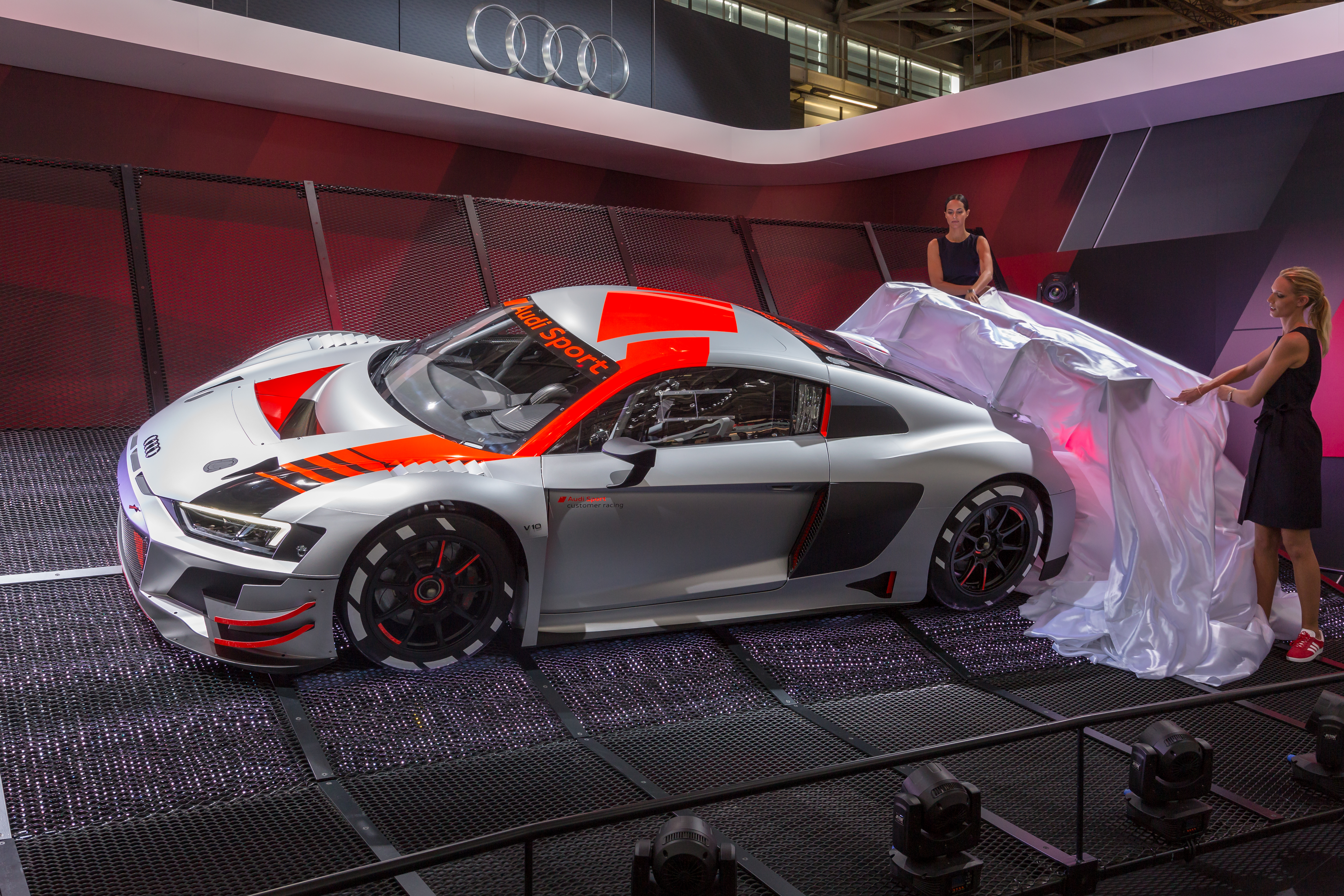
R8 LMS GT3 en el Salón del Automóvil de París de 2018.

La división de carreras-cliente de Audi Sport presentó en el Salón del Automóvil de París de 2018 su modelo R8 LMS GT3, que es un ganador en diversas carreras de resistencia de todo el mundo desde el lanzamiento de su segunda generación en 2015 (LMS), el cual mejora todavía más y promete rebajar los costes de utilización para los clientes.
Según el fabricante, el desarrollo del modelo se enfocó en mejorar en materia aerodinámica, en los sistemas de refrigeración del vehículo y sobre todo en conseguir un comportamiento más consistente y hacer todavía más resistente y duradero el tren de rodaje, con intervalos de mantenimiento mucho más largos para la transmisión y el embrague.
En cuanto a la aerodinámica, la FIA estipula los parámetros de carga aerodinámica y arrastre (drag), por lo que Audi ha optimizado los componentes del modelo para que la fuerza generada por estos sea más constante en cualquier situación.
El motor V10 atmosférico, de lubricación por cárter seco y con hasta 585 CV (577 HP; 430 kW) en configuración de carreras, aunque en la mayoría de competiciones ronda los 500 CV (493 HP; 368 kW), tiene un intervalo de mantenimiento de 10 000 km (6210 millas) y no necesita ser reconstruido hasta los 20 000 km (12 430 millas).

### R8 LMS GT4

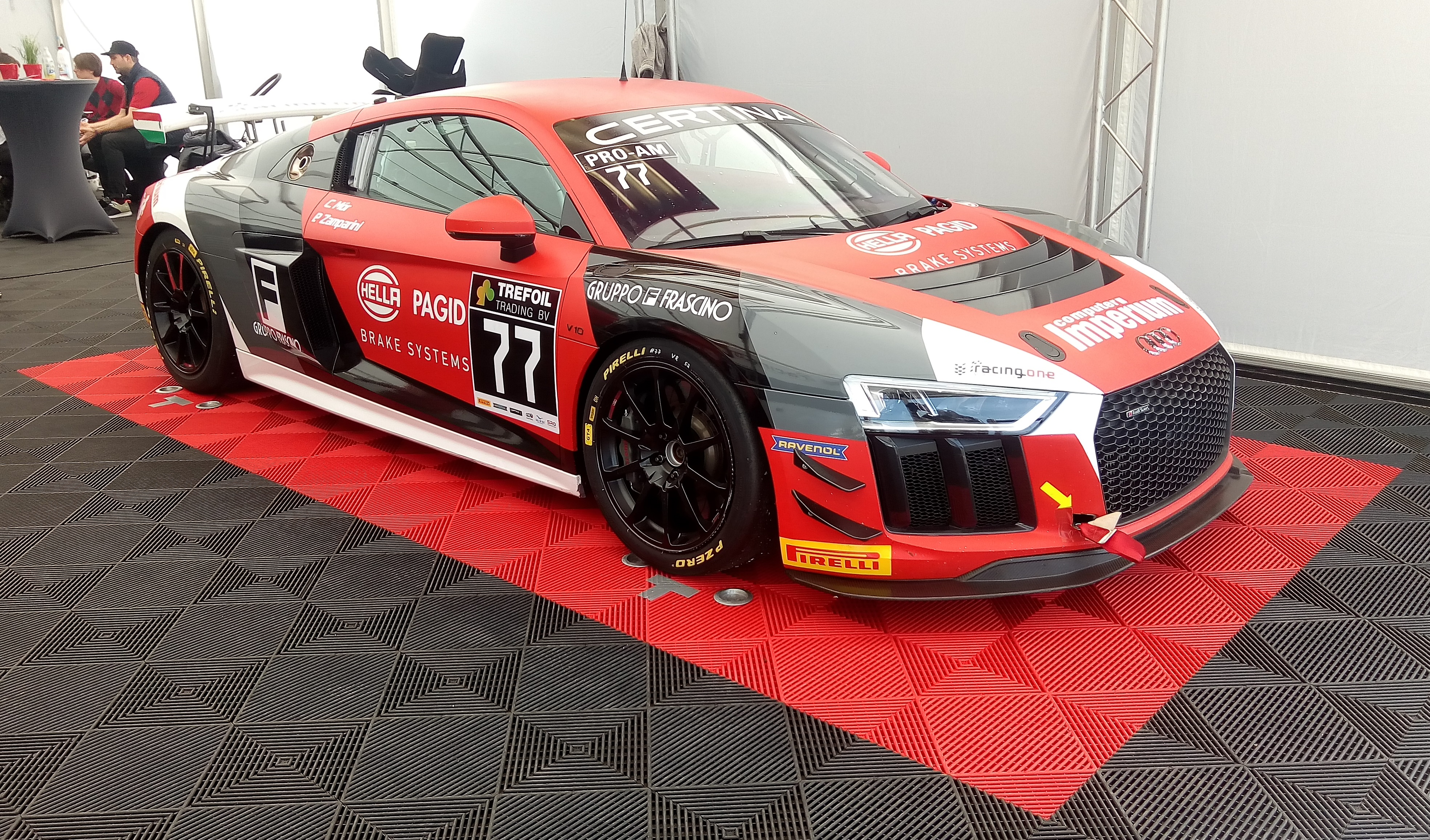
R8 LMS GT4 del equipo Racing One, de los pilotos Csaba Mór y Patrick Zamparini.

Se presentó en el Salón del Automóvil de Nueva York de 2017 el R8 LMS GT4, que cuenta con la conocida mecánica V10 del R8 de serie, aunque la potencia pasa de los 540 CV (533 HP; 397 kW) de la versión de calle, a 495 CV (488 HP; 364 kW) en el caso del de competición.
Competiría en la nueva categoría denominada GT4, un certamen que reúne a numerosos vehículos derivados de serie y que podía participar en las 24 Horas de Nürburgring, además de otros diferentes campeonatos nacionales de resistencia.
Al ser un coche de carreras que cumple con el reglamento de la FIA, mantiene un 60% de las piezas originales del modelo de serie, incluyendo el motor. Su motor desarrolla menos potencia para igualar las prestaciones de sus otros rivales participantes.
Respecto al modelo de calle, esta versión de competición añade unas barras antivuelco, un cofre específico, splitter delanteros, una cola de escape ovalada, así como un alerón de grandes dimensiones. En el techo se percibe una trampilla, a modo de escotilla, para evacuar rápidamente al piloto en caso de colisión.

## En la cultura popular
Algunos modelos V10 Plus de 2016 han aparecido en películas de Marvel Studios, tales como: Avengers: Age of Ultron y en Capitán América: Civil War; y un modelo Spyder en Spider-Man: Homecoming.